# H. Brulé et Cie

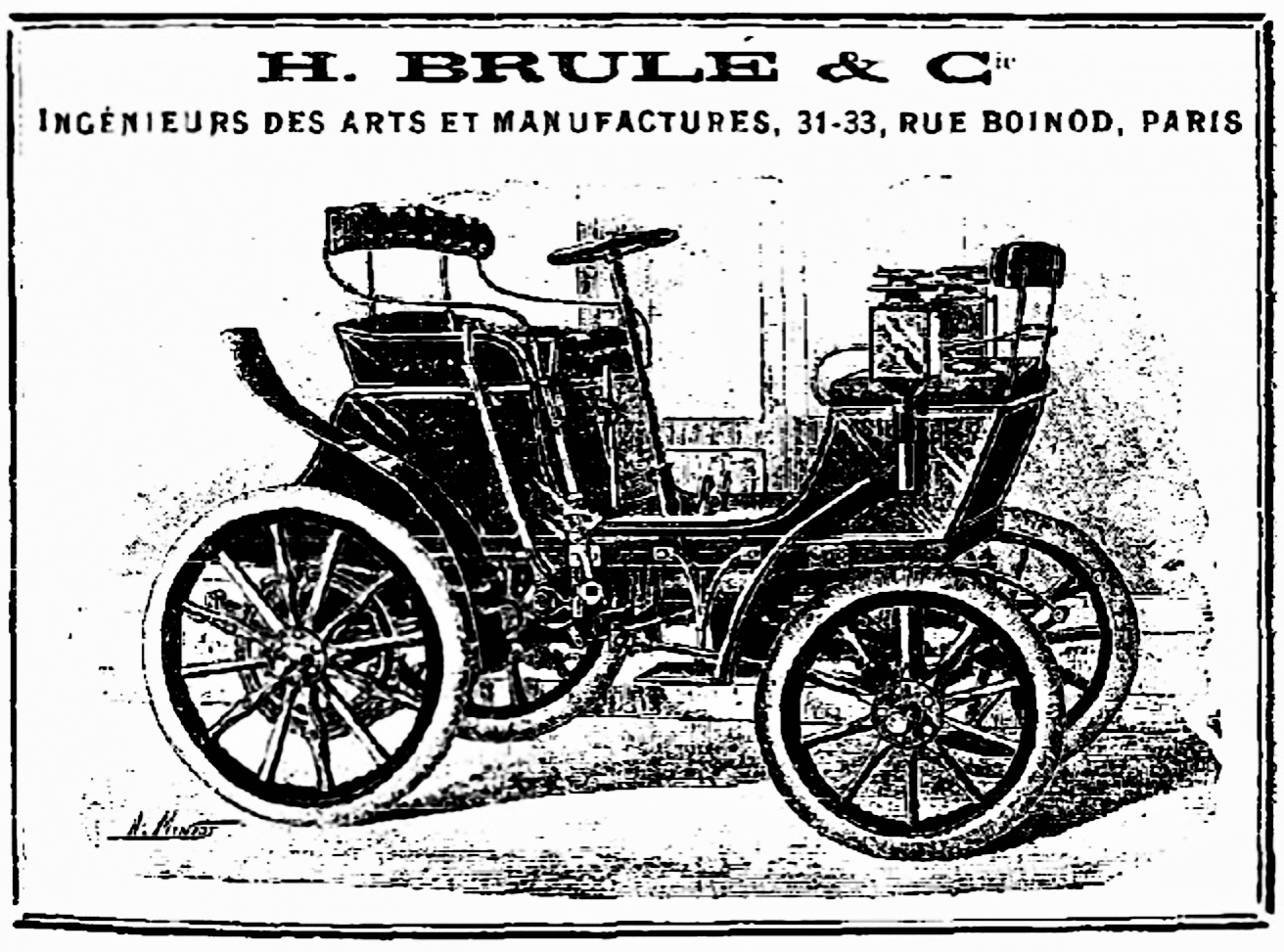
Zeichnung eines Brulé-Automobils (1901)

H. Brulé et Cie war ein französischer Hersteller von Automobilen.

## Unternehmensgeschichte
Das Unternehmen aus Paris begann 1900 mit der Produktion von Automobilen. Der Markenname lautete Brulé-Ponsard. Es gab eine Verbindung zu Ponsard-Ansaloni. 1901 endete die Produktion von Automobilen und eigenen Nutzfahrzeugen. Bis 1905 wurden noch Dampflastwagen in Lizenz gebaut.

## Fahrzeuge
Das erste Modell war ein Avant-Train. Dies war ein einachsiges Fahrzeug, das vor unmotorisierte Fahrzeuge gespannt wurde und diese zog. Zum Einsatz kam ein Dreizylindermotor von Rozer et Mazurier mit 4,5 PS Leistung. Eine Besonderheit des Motors war, dass die Abgase aus zwei Zylindern den dritten Zylinder mit niedrigerem Druck betätigten.
1901 wurde mindestens ein zehnsitziger Omnibus mit einer größeren Version dieses Motors gebaut. Das 20 PS starke Triebwerk war im Heck untergebracht und trieb mittels Ketten die hinteren Räder an. Die Kraft wurde über ein Vierganggetriebe übertragen.
Danach wurden britische Thornycroft-Dampflastwagen in Lizenz für den französischen Markt gebaut. Brulé war einer der letzten Aussteller am Pariser Automobilsalon von 1905 mit einem solchen Produkt.